# 지하야촌
지하야촌(일본어: 千早村)은 일본 오사카부 미나미카와치군에 설치되었던 촌이다. 현재의 지하야아카사카촌 남부에 해당한다.